# Калібрахоа
Калібрахоа (Calibrachoa) — рід рослин родини пасльонові (Solanaceae).
Невеликі чагарники, рідше однорічні трави. Листя різної форми.
Квітки фіолетові (є сорти білого, рожевого, червоного, жовтого або коричневою забарвлення). Віночок злегка зигоморфний, воронкоподібний. Плід — септицидна, двостулкова коробочка, що містить до 60 насінин.
Хромосомне число 2n = 18.
Рід названий на честь мексиканського ботаніка Antonio de la Cal y Bracho (1764—1833).

## Синоніми
- Brachyanthes Cham. ex Dunal (1852)
- Leptophragma Benth. ex Dunal (1852)
- Namation Brand (1912)
- Stimomphis Raf. (1837)

## Види

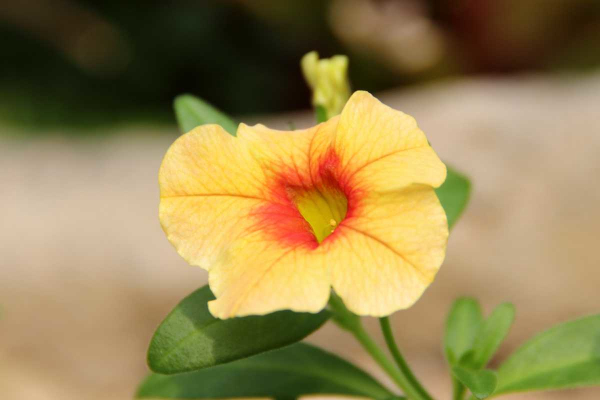
Гібрид Calibrachoa

28 видів:
| - Calibrachoa caesia - Calibrachoa calycina - Calibrachoa dusenii - Calibrachoa eglandulata - Calibrachoa elegans - Calibrachoa ericaefolia - Calibrachoa excellens - Calibrachoa hassleriana | - Calibrachoa heterophylla - Calibrachoa linearis - Calibrachoa parviflora - Calibrachoa pygmaea - Calibrachoa rupestris - Calibrachoa sellowiana - Calibrachoa spathulata - Calibrachoa thymifolia |